# Alfred Dreyfus
Alfred Dreyfus (9 tháng 10 năm 1859 ở Mulhouse – 12 tháng 9 năm 1935 ở Paris) là một sĩ quan người Pháp gốc Alsace và theo đạo Do Thái, nạn nhân của một vi phạm tư pháp năm 1894 vốn là nguyên nhân của cuộc khủng hoảng chính trị nghiêm trọng những năm đầu của Đệ tam cộng hòa Pháp được biết dưới tên vụ Dreyfus (1898-1906), trong đó hầu như toàn thể người dân Pháp thời ấy chia làm hai phe: những người ủng hộ Dreyfus (dreyfusard) và những người chống Dreyfus (anti-dreyfusard).